# آزادراه ام۶۵

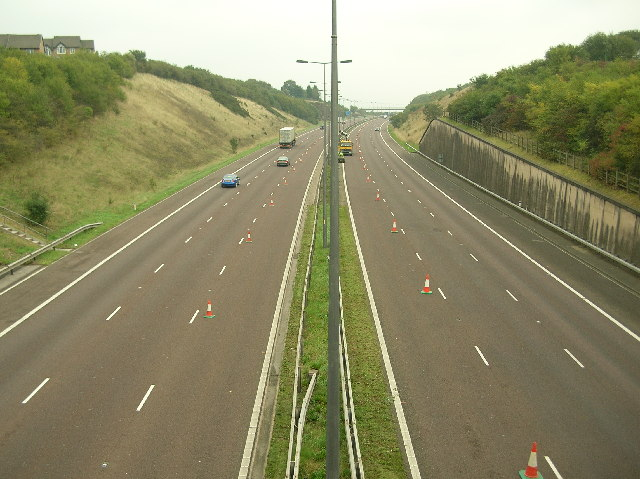
آزادراه ام۶۵

آزادراه ام۶۵ (به انگلیسی: M65 motorway) یک آزادراه در کشور انگلستان است.
این آزادراه که از شهر فارینگتون شروع میشود، ۴۸.۳ کیلومتر (۳۰ مایل) مسافت دارد و از شهرهای مهمی مانند پرستون, بلکبرن, دارون, برنلی عبور میکند.